# Baichuan
Baichuan AI (кит. 百川智能, пиньинь: Bǎichuān Zhìnéng) — компания, занимающаяся разработкой искусственного интеллекта, расположенная в Пекине, Китай. По состоянию на 2024 год она была названа одной из "AI-тигров" Китая инвесторами.

## История
Компания Baichuan была основана в апреле 2023 года Ван Сяочуанем (Wang Xiaochuan), который ранее основал Sogou и был её генеральным директором (CEO). Ван назвал компанию в честь фразы "Сто рек" ("A Hundred Rivers") и привлёк $50 млн стартового капитала. Он также обратился к своим бывшим подчинённым в Sogou с предложением присоединиться к новой компании.

В октябре 2023 года был проведён раунд финансирования на сумму $300 млн для компании Baichuan. Среди инвесторов были Tencent, Alibaba Group, Shunwei Capital и Xiaomi.
В июле 2024 года Alibaba Group приняла участие в раунде финансирования на сумму $691 млн для компании Baichuan, что оценило её в $2,8 млрд.

## Продукты

### Baichuan
В июне 2023 года Baichuan выпустила Baichuan1, большую языковую модель с открытым исходным кодом , которая использовалась исследователями в университетах.
В ноябре 2023 года была выпущена Baichuan2. Её контекстное окно могло обрабатывать около 350 000 китайских символов.
В январе 2024 года была выпущена Baichuan3, а в мае того же года — Baichuan4.